# Lindén på scen
Lindén på scen. Underhållningsserie i Sveriges Televisions TV 2 1981.
Revyartisten Agneta Lindén var värd för den här showserien. Bland hennes gäster fanns bl.a. Lena Dahlman, Bert-Åke Varg, Sven Erik Vikström, Brita Borg, Sven Slättengren och Ewa Roos.